# Équipe du Brésil féminine de football des moins de 17 ans
Maillots
L’équipe du Brésil féminine de football des moins de 17 ans est constituée par une sélection des meilleures joueuses brésiliennes de moins de 17 ans.  Elle a remporté le championnat d'Amérique du Sud féminin de football des moins de 17 ans en 2010, 2012, 2018, 2022, et 2024. 

## Résultats

### Coupe du monde féminine des moins de 17 ans
| Coupe du monde féminine des moins de 17 ans | Coupe du monde féminine des moins de 17 ans | Coupe du monde féminine des moins de 17 ans | Coupe du monde féminine des moins de 17 ans | Coupe du monde féminine des moins de 17 ans | Coupe du monde féminine des moins de 17 ans | Coupe du monde féminine des moins de 17 ans | Coupe du monde féminine des moins de 17 ans |                       |
| Année                                       | Résultat                                    | Matchs                                      | Victoires                                   | Nuls                                        | Défaites                                    | BP                                          | BC                                          |                       |
| ------------------------------------------- | ------------------------------------------- | ------------------------------------------- | ------------------------------------------- | ------------------------------------------- | ------------------------------------------- | ------------------------------------------- | ------------------------------------------- | --------------------- |
| 2008                                        | Phase de groupes                            | 3                                           | 0                                           | 1                                           | 2                                           | 3                                           | 7                                           |                       |
| 2010                                        | Quarts de finale                            | 4                                           | 2                                           | 0                                           | 2                                           | 5                                           | 4                                           |                       |
| 2012                                        | Quarts de finale                            | 4                                           | 2                                           | 0                                           | 2                                           | 6                                           | 10                                          |                       |
| 2014                                        | Ne s'est pas qualifié                       | Ne s'est pas qualifié                       | Ne s'est pas qualifié                       | Ne s'est pas qualifié                       | Ne s'est pas qualifié                       | Ne s'est pas qualifié                       | Ne s'est pas qualifié                       | Ne s'est pas qualifié |
| 2016                                        | Phase de groupes                            | 3                                           | 1                                           | 0                                           | 2                                           | 2                                           | 3                                           |                       |
| 2018                                        | Phase de groupes                            | 3                                           | 1                                           | 1                                           | 1                                           | 4                                           | 2                                           |                       |
| 2022                                        | Quarts de finale                            | 4                                           | 2                                           | 1                                           | 1                                           | 7                                           | 3                                           |                       |
| 2024                                        | Phase de groupes                            | 3                                           | 1                                           | 1                                           | 1                                           | 2                                           | 2                                           |                       |
| Total                                       | 7/8                                         | 24                                          | 9                                           | 4                                           | 11                                          | 29                                          | 31                                          |                       |

### Championnat d'Amérique du Sud féminin des moins de 17 ans
| Championnat d'Amérique du Sud des moins de 17 ans | Championnat d'Amérique du Sud des moins de 17 ans | Championnat d'Amérique du Sud des moins de 17 ans | Championnat d'Amérique du Sud des moins de 17 ans | Championnat d'Amérique du Sud des moins de 17 ans | Championnat d'Amérique du Sud des moins de 17 ans | Championnat d'Amérique du Sud des moins de 17 ans | Championnat d'Amérique du Sud des moins de 17 ans | Championnat d'Amérique du Sud des moins de 17 ans |
| Année                                             | Résultat                                          | Matchs                                            | Victoires                                         | Nuls                                              | Défaites                                          | BP                                                | BC                                                |                                                   |
| ------------------------------------------------- | ------------------------------------------------- | ------------------------------------------------- | ------------------------------------------------- | ------------------------------------------------- | ------------------------------------------------- | ------------------------------------------------- | ------------------------------------------------- | ------------------------------------------------- |
| 2008                                              | Finaliste                                         | 7                                                 | 6                                                 | 0                                                 | 1                                                 | 20                                                | 10                                                |                                                   |
| 2010                                              | Vainqueur                                         | 6                                                 | 6                                                 | 0                                                 | 0                                                 | 41                                                | 3                                                 |                                                   |
| 2012                                              | Vainqueur                                         | 7                                                 | 7                                                 | 0                                                 | 0                                                 | 33                                                | 3                                                 |                                                   |
| 2013                                              | Phase de groupes                                  | 4                                                 | 2                                                 | 1                                                 | 1                                                 | 7                                                 | 4                                                 |                                                   |
| 2016                                              | Finaliste                                         | 7                                                 | 5                                                 | 1                                                 | 1                                                 | 15                                                | 5                                                 |                                                   |
| 2018                                              | Vainqueur                                         | 7                                                 | 5                                                 | 0                                                 | 2                                                 | 11                                                | 3                                                 |                                                   |
| 2022                                              | Vainqueur                                         | 7                                                 | 7                                                 | 0                                                 | 0                                                 | 33                                                | 0                                                 |                                                   |
| 2024                                              | Vainqueur                                         | 7                                                 | 5                                                 | 2                                                 | 0                                                 | 20                                                | 4                                                 |                                                   |
| Total                                             | 8/8                                               | 52                                                | 43                                                | 4                                                 | 5                                                 | 180                                               | 32                                                |                                                   |